# DaDa
DaDa — пятнадцатый студийный и восьмой сольный альбом Элиса Купера, выпущен в 1983 году.

## Об альбоме
Обложка DaDa — фрагмент картины Сальвадора Дали «Невольничий рынок с явлением незримого бюста Вольтера» (Slave Market with the Disappearing Bust of Voltaire).
Дик Вагнер об альбоме: 
«Элис должен был записать свой последний альбом для лейбла Warner Brothers. Боба наняли на место продюсера, но он не смог бы работать в Фениксе, а Элис отказался ехать в Торонто. Так Боб позвонил мне и сказал, что он не может пригласить Элиса сочинять песни и записываться и попросил меня съездить в Феникс и уговорить Элиса. Я сказал, что попробую, так я поехал туда и нашел Элиса в ужасном настроении. У него не было никакого желания работать. За несколько дней мне удалось заставить его вернуться к работе и в конечном итоге я убедил его поехать в Торонто на запись. Мы собрались там, и проводили почти все время вместе работая над этой прекрасной, небольшой записью под названием DA DA. Это был очень тяжёлый процесс, но продуктивный музыкально.

Это самый недооценённый куперовский альбом и с художественной точки зрения, один из лучших. Мне нравилось использовать эти синтезаторы, особенно на песне I love America. Тогда Элис очень сильно пил, но во время сессий DaDa мы сблизились как-никогда. Как обычно мы смеялись и беспокоились о будущем после разрыва контракта с Warner Brothers. Я пытался помогать ему, контролировать его повседневную страсть к выпивке и мне удалось это сделать, пока мы работали в студии. Он прекрасно пел, и, так или иначе, его творческая активность была на высоком уровне, также как и моя. Эзрин, как и обычно, был одержим творчеством, был требовательным и хорошим другом. На этой пластинке я даже сыграл на басу».

## Former Lee Warmer
Боб Эзрин 
«Одна из самых причудливых лирик Элиса, очень похоже на творчество Эдгара Алана По. Тьма и расчлененность…. Почти шизофрения этой песни и фактически весь альбом DaDa был результатом интенсивной борьбы с алкоголизмом, к которой вернулся Элис. На самом деле, тогда, мы все были не в лучшей форме. Как уже говорилось ранее, в лирике этой песни присутствует настоящий дух».

## I Love America
Элис Купер
«Наверное, самая забавная наша песня. Представьте себе Элиса купера большим, тупым жлобом, водителем грузовика, делающем торжественное заявление по поводу Америки. Я хотел бы вернуться назад и снять к этой песне видео».
Дик Вагнер 
«Я и Элис в апартаментах отеля в Торонто, глухой зимой, угораем от смеха, сочиняя эту песню».
Боб Эзрин 
«Замечательный социальный комментарий Купера, такой же как и на песне Generation Landslide. Здесь Элис берет снимок Америки и фильтрует его через линзы дитя эпохи телевидения. Мы работали как настоящая команда и получили огромное удовольствие от этой песни».

## Список композиций
Сторона А
- «DaDa» (Боб Эзрин) — 4:45
- «Enough’s Enough» (Элис Купер, Дик Вагнер, Грэм Шоу, Эзрин) — 4:19
- «Former Lee Warmer» (Купер, Вагнер, Эзрин) — 4:07
- «No Man’s Land» (Купер, Вагнер, Эзрин) — 3:51
- «Dyslexia» (Купер, Вагнер, Шоу, Эзрин) — 4:25

Сторона Б
- «Scarlet and Sheba» (Купер, Вагнер, Эзрин) — 5:18
- «I Love America» (Купер, Вагнер, Шоу, Эзрин) — 3:50
- «Fresh Blood» (Купер, Вагнер, Эзрин) — 5:54
- «Pass the Gun Around» (Купер, Вагнер) — 5:46

## Участники записи
Данные взяты из буклета альбома.
- Элис Купер — вокал
- Дик Вагнер — гитара, бас-гитара, вокал, аранжировка, ассистирование продюсеру
- Грэм Шоу — синтезаторы OBX-8 и Roland Jupiter, бэк-вокал
- Боб Эзрин — барабаны, перкуссия, клавишные, компьютер Fairlight, бэк-вокал, продюсирование
- Ричард Колинка — барабаны (треки 3, 6, 9)
- Джон Андерсон — барабаны (трек 8)
- Джон Прэкаш — бас-гитара (трек 8)
- Карен Хендрикс, Лиза Дальбелло — бэк-вокал
- Сара Эзрин (дочь Боба Эзрина) — детский голос (трек 1)